# The Humpty Dumpty Circus
The Humpty Dumpty Circus – amerykański film animowany.
Wyprodukowany w wytwórni filmowej Vitagraph ok. roku 1898 czarno- biały, niemy film animowany był pierwszym, w którym użyto techniki zdjęć poklatkowych dla uzyskania efektu ruchu. Zrealizowany na taśmie 35 mm przez J. Stuarta Blacktona, Alberta E. Smitha fotografowali figurki cyrkowców i zwierząt córki tego ostatniego w różnych pozycjach w celu uzyskania złudzenia ruchu. Technika zastosowana w tej krótkiej komedii stosowana jest do dziś przy realizacji filmów animowanych. 
Premiera filmu odbyła się 2 listopada 1908 roku.